# Liergues
Liergues was een gemeente en is een plaats in het Franse departement Rhône in de regio Auvergne-Rhône-Alpes en telt 1477 inwoners (2004). De plaats maakte deel uit van het arrondissement Villefranche-sur-Saône.

## Geschiedenis
Op 1 januari 2017 ging de gemeente Liergues samen met de gemeente en Pouilly-le-Monial op in de nieuwgevormde gemeente Porte des Pierres Dorées. Op 1 januari 2019 kwam daar de gemeente Jarnioux bij.

## Geografie
De oppervlakte van Liergues bedraagt 5,3 km², de bevolkingsdichtheid is 278,7 inwoners per km².
De onderstaande kaart toont de ligging van Liergues met de belangrijkste infrastructuur en aangrenzende gemeenten.

## Demografie
Onderstaande figuur toont het verloop van het inwonertal (bron: INSEE-tellingen).

## Monument

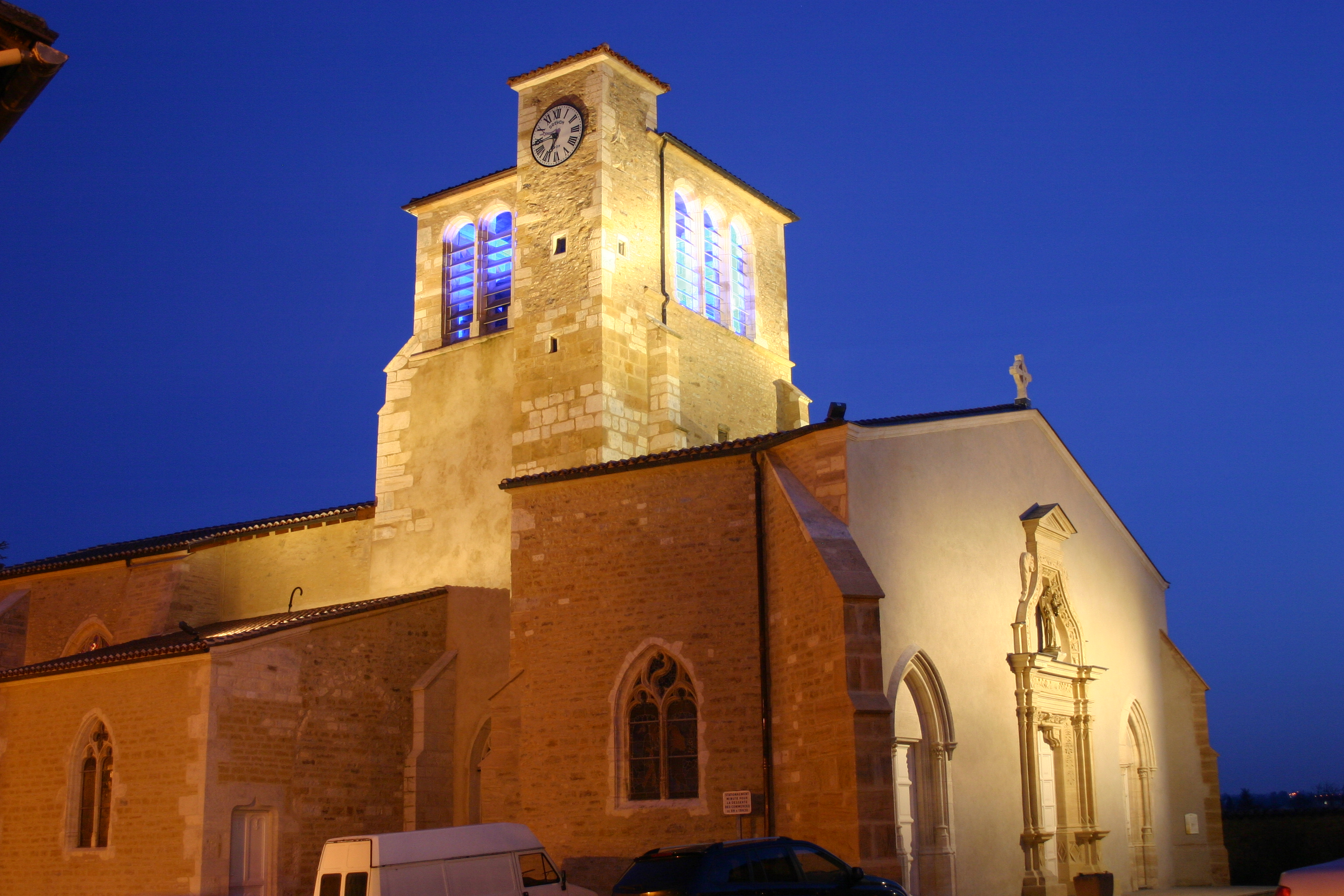
Kerk van Saint-Eloi.
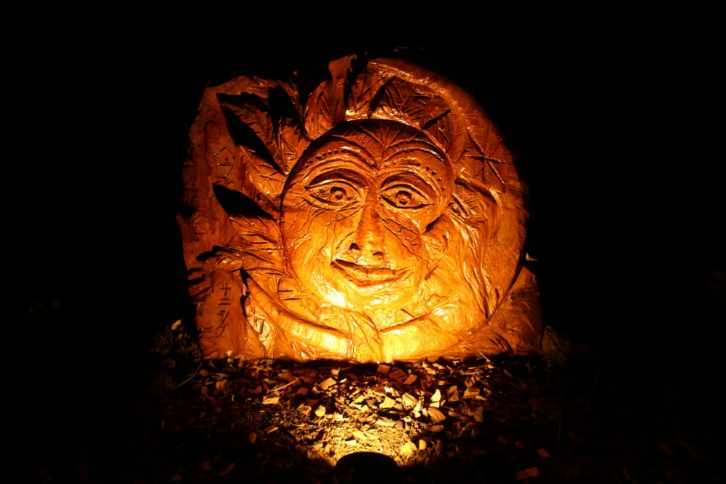
Sokkel van de Alliantie.
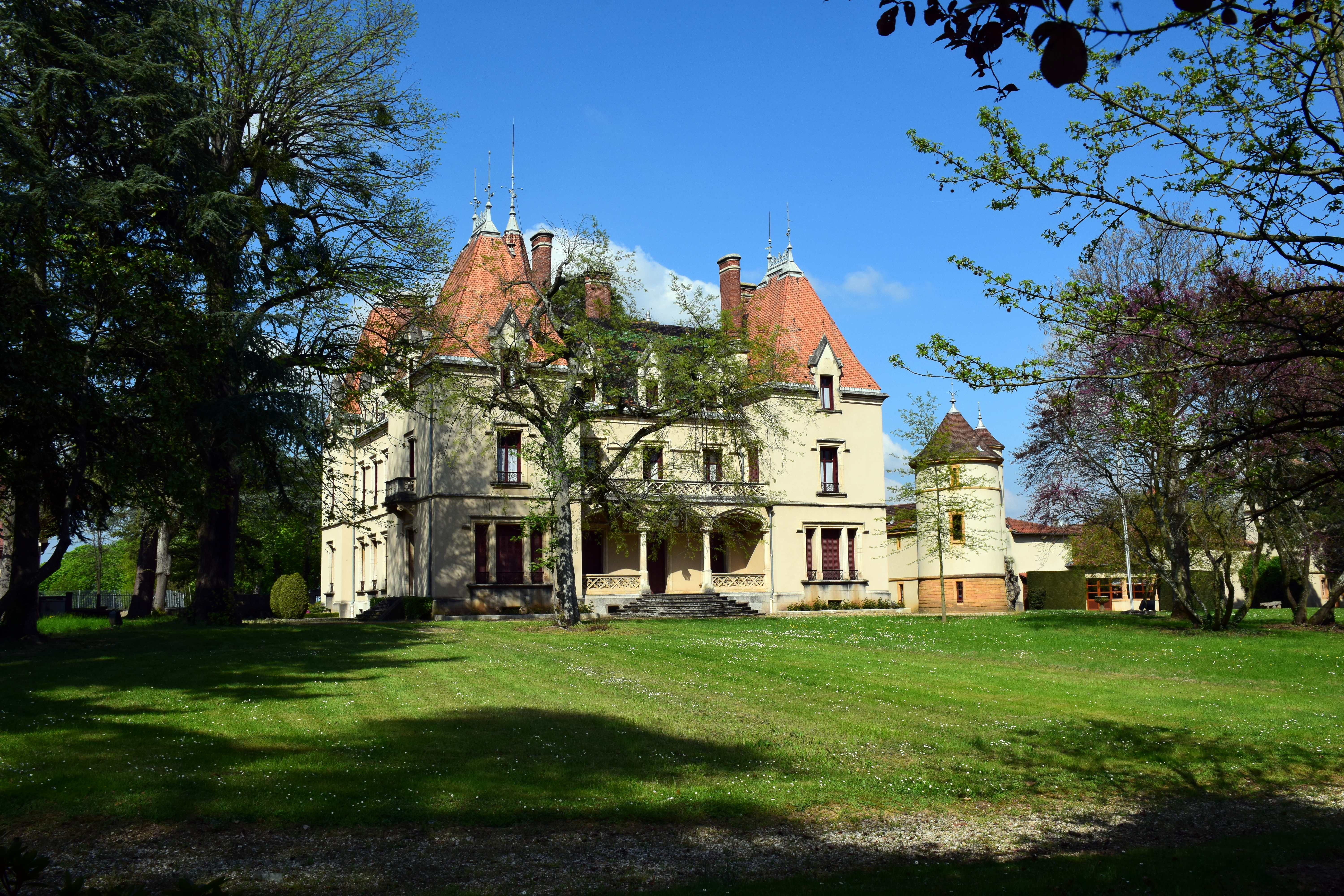
Bliksem kasteel.